# Zentralamerikanische Bank für Wirtschaftsintegration
Die Zentralamerikanische Bank für Wirtschaftsintegration (spanisch Banco Centroamericano de Integración Económica, kurz BCIE; englisch Central American Bank for Economic Integration, CABEI) wurde 1960 gegründet, um die wirtschaftliche Integration und die internationale Entwicklung der zentralamerikanischen Staaten zu fördern.

## Aufgaben
Die BCIE vergibt in erster Linie Darlehen zu leicht vergünstigten Zinssätzen, die im Allgemeinen für Projekte im Bereich der Infrastruktur (Straße, Verkehr, Energieversorgung, Telekommunikation) eingesetzt werden. Weil die fünf zentralamerikanischen Mitgliedstaaten über keine einheitliche Währung verfügen, nutzt sie bei der Kreditvergabe eine künstliche Rechnungseinheit, den sog. peso centroamericano, der dem Gegenwert eines US-Dollars entspricht.
Als derzeit größtes Finanzinstitut Mittelamerikas zielt die Strategie der Entwicklungsbank auf die Bekämpfung der Armut, die regionale Integration und die konkurrenzfähige Einbindung Mittelamerikas in die globale Wirtschaft.

## Mitglieder
Die Bank hat ihren Sitz in Tegucigalpa, Honduras. Sie hat fünf Mitgliedsstaaten aus der zentralamerikanischen Region, und sechs weitere, die nicht aus der Region stammen. Erst seit 1989 werden auch Mitglieder außerhalb der Region zugelassen, um das internationale politische Gewicht der Bank zu untermauern.

### Regionale Mitgliedsstaaten
- Guatemala
- Honduras
- El Salvador
- Nicaragua
- Costa Rica

### Nichtregionale Mitgliedsstaaten
- Argentinien seit 1995
- Kolumbien seit 1997
- Mexiko seit 1992
- Taiwan seit 1992
- Spanien seit 2004
- Panama seit 2006[3]

## Präsidenten
Präsident der BCIE war von September 2003 bis Mai 2008 der Nicaraguaner Harry Brautigam. Er starb am 30. Mai durch einen Herzanfall infolge eines Flugzeugunglücks eines Airbus A320 der TACA in Tegucigalpa (Honduras) im Alter von 60 Jahren.
- Enrique Delgado (Nicaragua)	Mai 1961 – Oktober 1965
- Gustavo Guerrero	(Nicaragua) Oktober 1965 – Mai 1968
- Enrique Ortez Colindres	(Honduras)	Juni 1968 – Januar 1977
- Hector Villagrán Salazar	(Guatemala)	Januar 1977 – November 1977
- Alberto Galeano Madrid	(Honduras)	Dezember 1977 – November 1982
- Gilberto Secaira	(Guatemala)	Dezember 1982 – August 1983
- Dante Gabriel Ramirez	(Honduras)	September 1983 – August 1988
- Rolando Ramirez Paniagua	(Costa Rica)	September 1988 – Februar 1991
- Federico Alvarez Fernandez	(Costa Rica)	März 1991 – August 1993
- Jose Manuel Pacas Castro	(El Salvador)	September 1993 – August 1998
- Jose Alejandro Arévalo	(Guatemala)	September 1998 – August 2000
- Pablo R. Schneider	(Guatemala)	September 2000 – August 2003
- Harry F. Brautigam	(Nicaragua)	September 2003 – Mai 2008
- Nick Rischbieth	(Honduras)	Mai 2008 – November 2018
- Dante Ariel Mossi Reyes	(Honduras)	Dezember 2018 – heute